# Larvivora akahige
Larvivora akahige е вид птица от семейство Muscicapidae.

## Разпространение
Видът е разпространен във Виетнам, Китай, Русия, Северна Корея, Тайланд, Хонконг, Южна Корея и Япония.